# Isla Devon
La isla Devon (del inuktitut: ᑕᓪᓗᕈᑎᑦ) es la segunda mayor del archipiélago de las islas de la Reina Isabel, en Nunavut, Canadá. Es la 27.ª mayor isla del mundo y la 6.ª de Canadá. Es la mayor isla deshabitada de la Tierra. 
En agosto de 1924 se estableció en Dundas Harbour un puesto de avanzada, para asegurar el control canadiense ante la presencia extranjera destinada a la caza de ballenas y otras actividades.

## Geografía
La isla Devon abarca un área de 55 247 km². La isla está recorrida por la cordillera Ártica, siendo las principales subcordilleras en la isla las montañas Cunningham, en el sur; la cordillera Duero, la cordillera Grinnell y la cordillera Haddington, en el noroeste; y las montañas Treuter, en el norte.

## Fauna y flora
Debido a su relativamente alta elevación y su extrema latitud al norte, en la isla sólo habitan unos pocos bueyes almizcleros. La vida animal se concentra en las planicies de Truelove, que tienen un microclima favorable que permite el crecimiento de algunas especies vegetales árticas. Las temperaturas durante la breve temporada de crecimiento no exceden de los 10 °C, y en invierno pueden caer hasta los −50 °C. Con una ecología de desierto polar, la isla Devon recibe muy pocas precipitaciones.

## Geología
La isla Devon también es conocida por la presencia del cráter Haughton, creado hace unos 39 millones de años cuando un meteorito de unos 2 km de diámetro chocó contra lo que en la época era un bosque. El impacto dejó un cráter de aproximadamente 23 km de diámetro, que se convirtió en un lago durante varios millones de años. El cráter es hoy en día uno de los lugares más parecidos a la geografía de Marte que hay sobre la tierra. La presencia de un lemming en las imágenes tomadas por los robots astromóviles Curiosity y Opportunity del Mars Science Laboratory generó sospechas de que estas imágenes en realidad habían sido tomadas en la isla.